# Hátas rétisáska
A hátas rétisáska (Chorthippus dorsatus) a sáskafélék családjába tartozó, Eurázsiában honos sáskafaj.

## Megjelenése
A hátas rétisáska testhossza a hím esetében 14-17 mm, a nőstény 18-21 mm. Viszonylag kis termetű, karcsú alkatú sáskafaj. Alapszíne olajzöld vagy barna, gyakran a háta zöld, míg többé része barnás. A hím potrohvégének felső része sokszor piros vagy narancssárga színű. A hátsó lábak térdei halványak, csak ritkán sötétek. A hátsó lábak sárgás vagy vörösesbarna színűek. A torpajzs élei elöl enyhén befelé hajlanak, hátrafelé széttartóak. A torpajzs élét alulról sötét sáv szegélyezheti. A hím szárnyai elérik vagy kissé túlhaladják a hátsó térdet; a nőstény szárnyai kissé rövidebbek. Az elülső szárnyon a mediális mező keskeny. 
Ciripelése viszonylag halk. Éneke 3-10 strófából áll, egy strófa kb. 1 másodperc hosszú, melynek végén az impulzusok felgyorsulnak és összefolynak. A strófák 1-5 másodperces szünetekkel követik egymást.

### Hasonló fajok
Nagyon hasonlít hozzá a csinos rétisáska, amelynek szárnyvégein fehér csík húzódhat. Az Osche-rétisáskával is összetéveszthető.

## Elterjedése
Eurázsiában honos az Ibériai-félszigettől egészen Dél-Szibériáig, az Amur vidékéig. Magyarországon gyakori, mindenütt megtalálható a síkságoktól a hegyvidékekig. 

## Életmódja
A nedves, sűrű vegetációjú gyepek, rétek, kaszálók, tisztások, erdőszélek lakója. Növényevő, főleg különféle füvekkel táplálkozik.   
Kifejlett egyedeivel júliustól november elejéig találkozhatunk. A sáskák többségétől eltérően a nőstény petéit nem a talajba rakja, hanem a fűszálak közé. Az áttelelő peték fejlődéshez nedvességre van szükség. A lárvák május végén, június elején kelnek ki és négyszer vedlenek. 

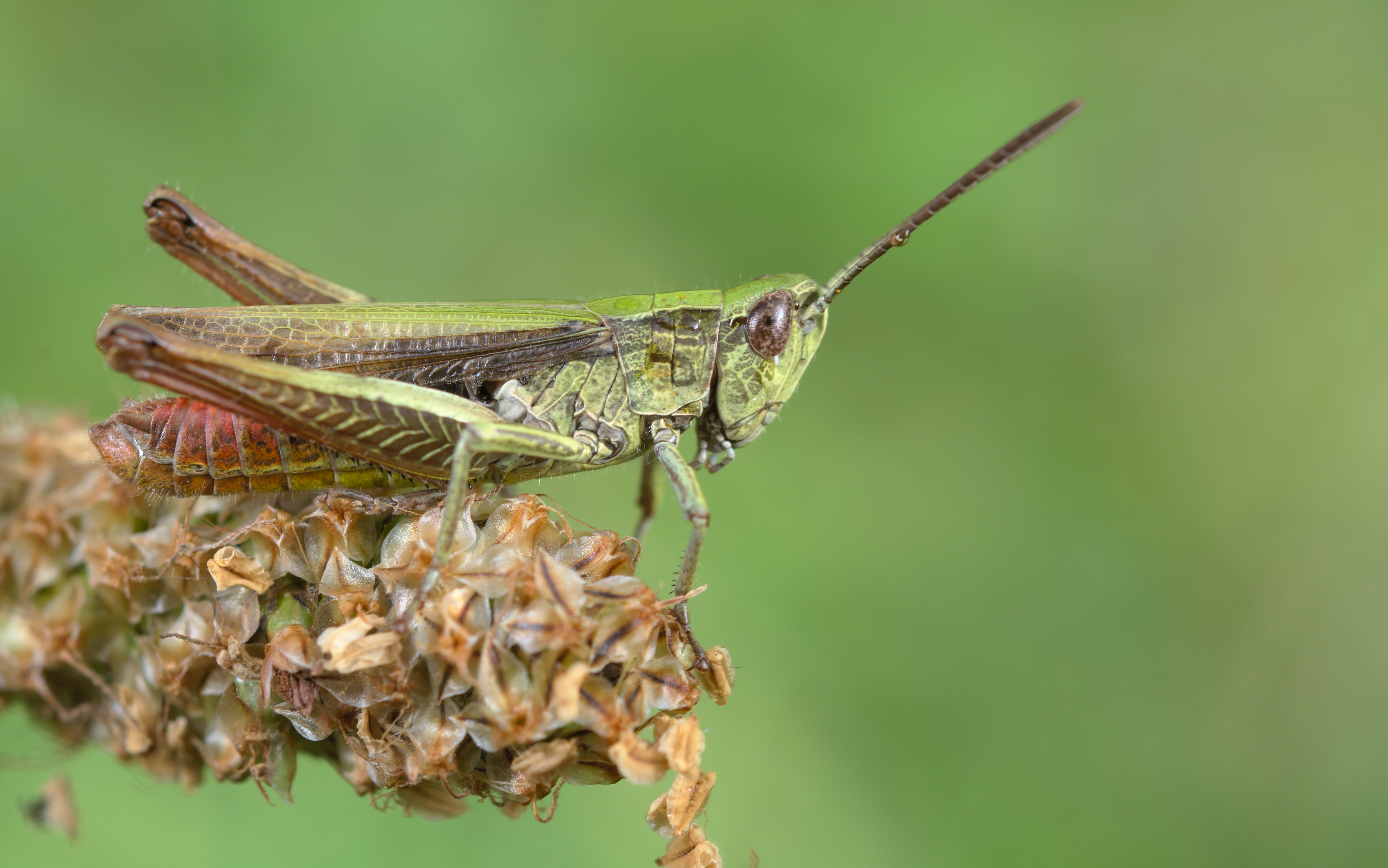
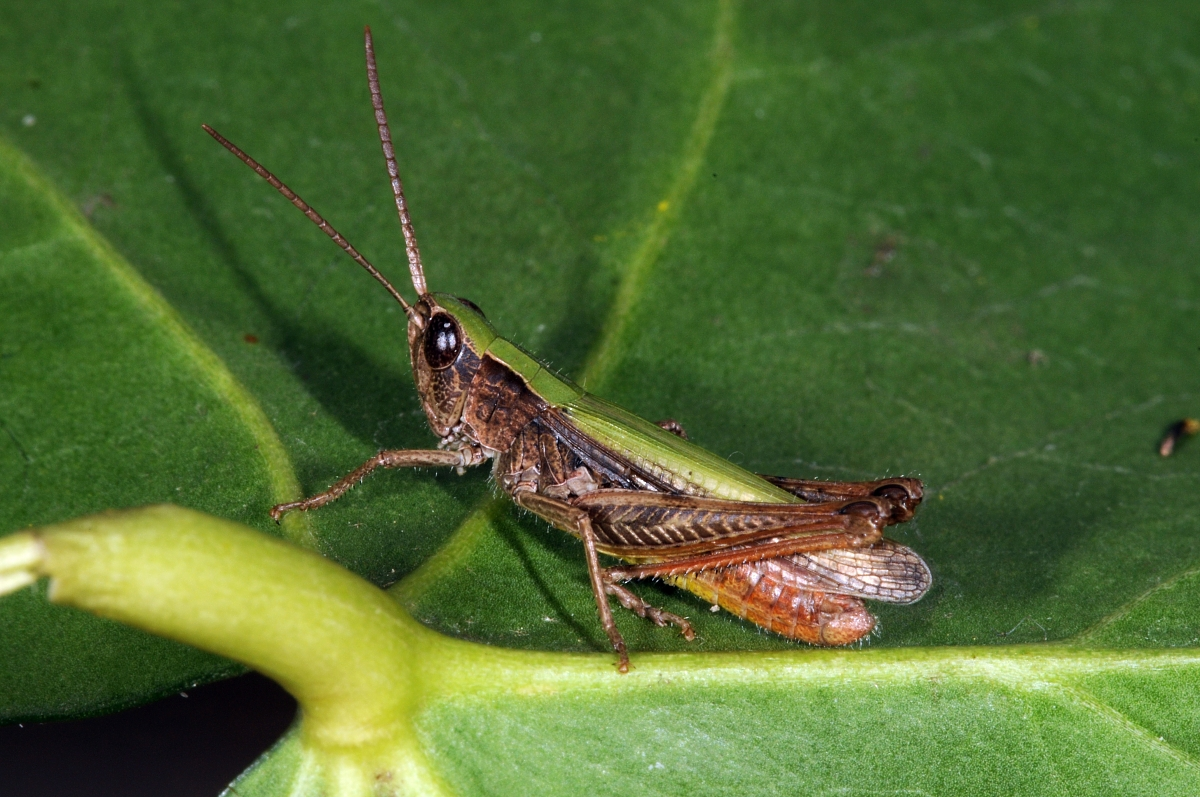
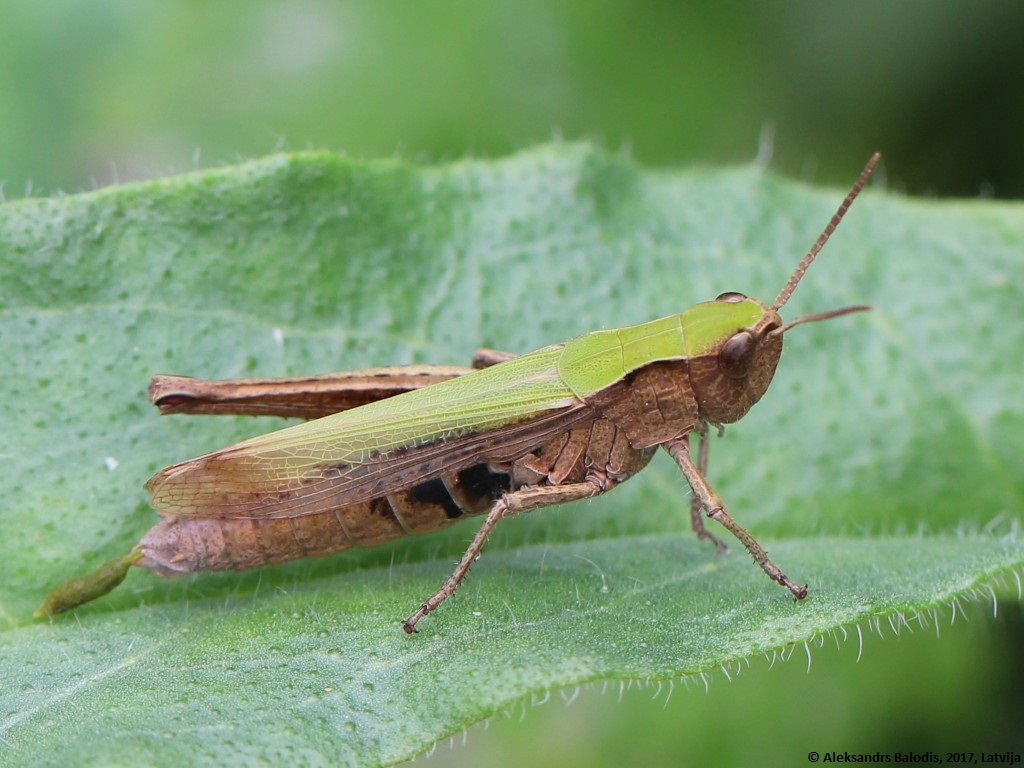
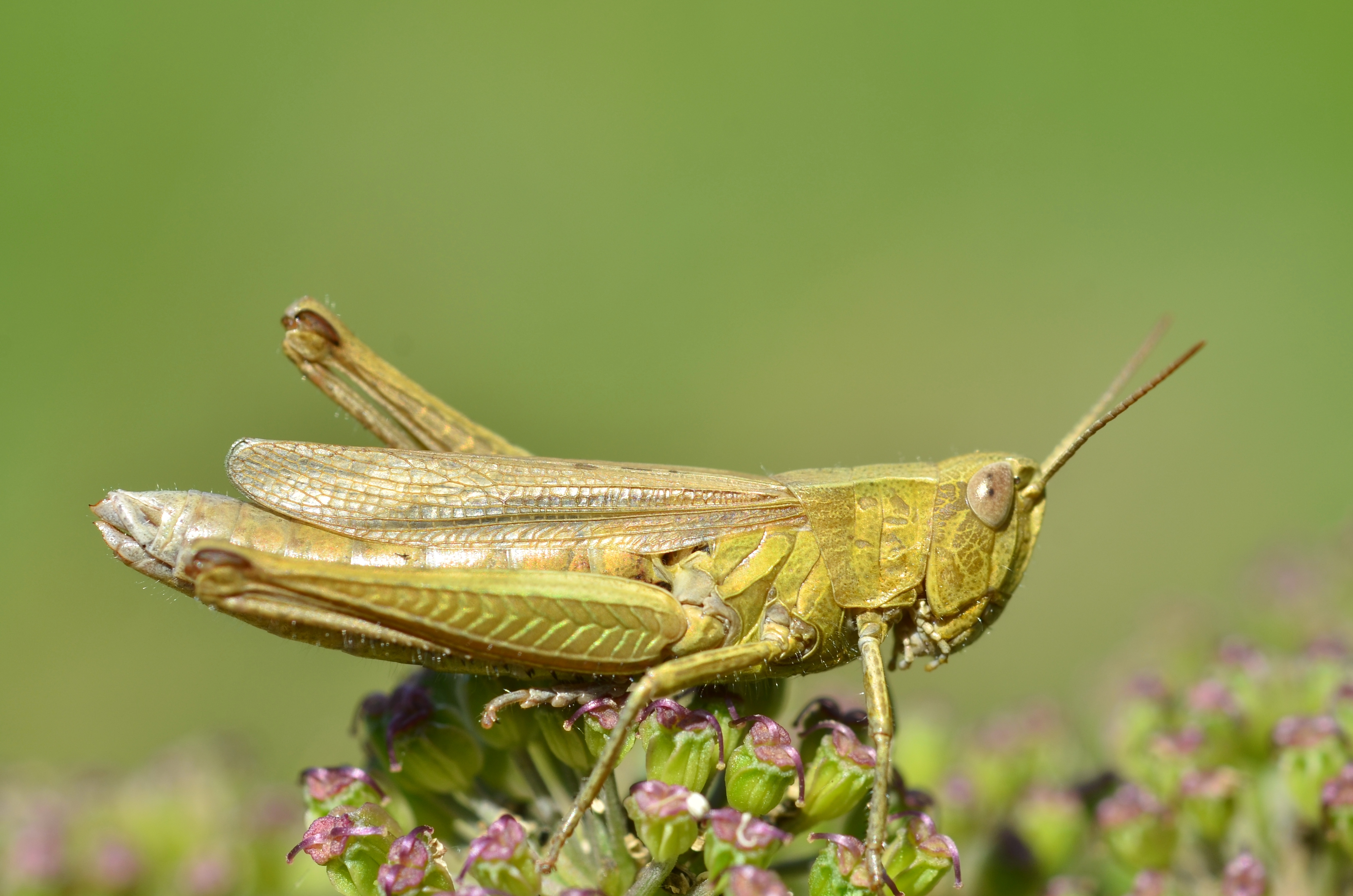
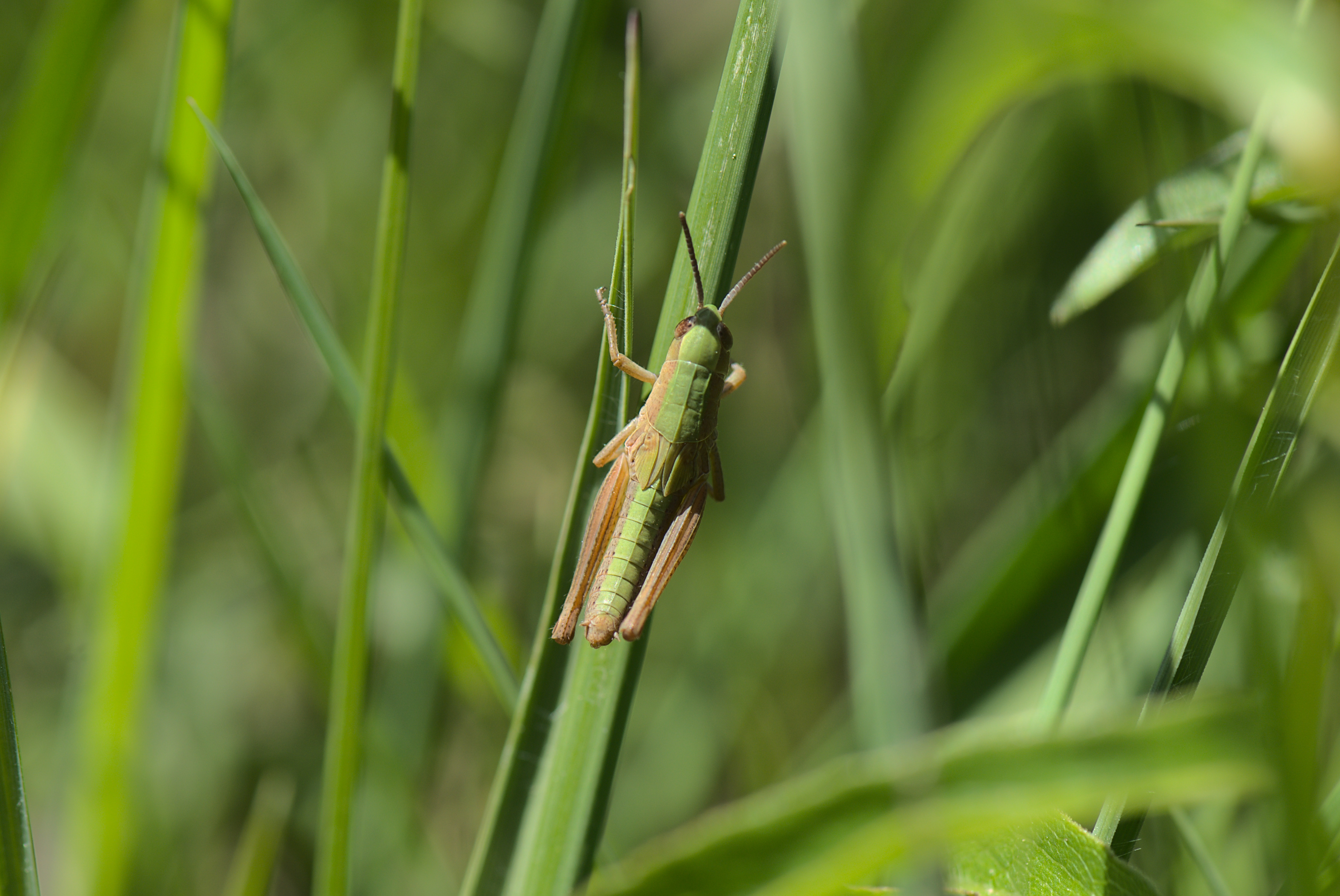

Magyarországon nem védett.